# キョウエイタップ
キョウエイタップ（欧字名:Kyoei Tap、1987年3月17日 - 不明）は日本の競走馬、繁殖牝馬。 
1990年のエリザベス女王杯（GI）、サンケイスポーツ賞4歳牝馬特別（GII）優勝馬。主戦騎手は横山典弘。

## 競走馬時代

### デビューまで
キョウエイレッドは、1977年に千代田牧場で生産されたアラナス産駒。1979年にデビューし、1980年のフリージア賞（400万円以下）を制するなど6戦3勝を挙げて競走馬を引退した。引退後はインターナショナル牧場にて繁殖牝馬となった。初年度は、父ロードリージの牡馬を出産するなど、以後4年間で4頭をインターナショナル牧場にて生産した。
1984年の出口繁夫牧場では、受胎していた繁殖牝馬4頭中、3頭が伝染性の病気にかかって流産してしまい、収入源が断たれて借金の返済が不可能となり、夜逃げを考えるほかなかった。そこで、出口繁夫の父繁蔵の同級生で、辻牧場の前社長辻芳雄の取り計らいにより、インターナショナル牧場から3頭の繁殖牝馬を提供された。その3頭の内1頭が、キョウエイレッドであった。キョウエイプロミス産駒などを生産した後、1987年3月17日、出口牧場に繋養されてから3頭目となる父タップオンウッドの牝馬（後のキョウエイタップ）が誕生した。
牧場では病気やケガがなく、気性も素直で扱いやすかったという。美浦トレーニングセンターの稗田研二調教師に預けられた。稗田はデビュー前の調教の動きに好感触を持ち、「思わず背中がゾクゾク」していた。

### 競走馬時代
1989年8月、新潟競馬場の新馬戦（芝1000メートル）で蛯名信広を背にデビューし、1番人気に支持されるも5着に敗れる。続く未勝利戦（東京ダート1400m）では鞍上に以後13戦手綱をとることになる横山典弘を迎え、初勝利をあげる。横山は当時デビュー4年目、21歳と売り出し中の若手であった。1戦を挟み、年明け初戦となるクイーンカップでは重賞初出走ながらも、8番人気を覆す4着と健闘すると、うぐいす賞（500万円以下）を勝利しオープンクラスに昇格。出口牧場にとって20年ぶりの特別競走勝利であった。
続く報知杯4歳牝馬特別では2番人気に支持されたが、10着と大敗し桜花賞への出走は断念。忘れな草賞（オープン特別・4着）からサンケイスポーツ賞4歳牝馬特別へ進んだ。横山は、忘れな草賞で2着のダイイチルビーの騎乗オファーを打診されたが断り、こちらを選んで継続して参戦、17.0倍の9番人気という評価で出走。稗田は10番手に位置してほしいと指示をしたが。横山は最後方に位置、直線で大外から追い上げて、一足先に抜け出した増沢末夫騎乗のダイイチルビーをクビ差差し切り勝利、重賞初制覇となった。稗田も厩舎開業5年目で重賞初制覇、出口も生産馬で重賞初制覇となった。
優先出走権を得て、初めてのGIとなる優駿牝馬（オークス）に出走。最後の直線で伸びがなくエイシンサニーから1.0秒離される6着に終わった。
その後休養を挟み、秋はクイーンステークス6着、牝馬東京タイムズ杯9着と結果が出ないまま、エリザベス女王杯に出走する事になる。評価は秋の凡走を受けて8番人気と低かったが、4コーナーからスパートをかけ、ゴール150メートル手前で内から鋭く差し込み、後続を一気に突き放し、騎乗していた横山典弘と共に初のGIタイトルを獲得した。なお、横山は先頭に立ったあとゴール手前で勝利を確信すると右手を大きく突き上げてガッツポーズを行ってしまい戒告処分を受けている。
続く第35回有馬記念では見せ場なく13着に沈み、古馬になってからも状況は厳しく、掲示板にも載る事のできない日々が続いたが、1年ぶりの牝馬限定戦となったターコイズステークス（OP）では、1年ぶりの勝利をあげた。
翌年の1992年も現役を続行したが、金杯（東）、中京記念と見せ場を作る事はできず、中京記念を最後に引退した。

## 引退後
競走馬から引退した後は繁殖入りし、9頭の仔を出産した。サンデーサイレンス、テイエムオペラオー、アドマイヤベガなどと交配されたが、いずれも重賞を勝つなど目立った成績を残す馬が出る事はなかった。牝馬にも繁殖に上がった馬はおらず、血脈は絶えた。
2008年10月30日に用途変更となる。GI競走を制しているにもかかわらず功労馬繋養展示事業の対象馬となることはなく、現在では消息不明となっている。

## 競走成績
以下の内容は、netkeiba.comおよびJBISサーチに基づく。
| 年月日     | 競馬場 | 競走名                | 格   | 距離（馬場）  | 頭 数 | 枠 番 | 馬 番 | オッズ（人気） | 着順 | タイム （上り3F/4F） | 着差 | 騎手     | 斤量 （kg） | 勝ち馬/（2着馬）       |
| ---------- | ------ | --------------------- | ---- | ------------- | ----- | ----- | ----- | -------------- | ---- | -------------------- | ---- | -------- | ----------- | ---------------------- |
| 1989.08.12 | 新潟   | 3歳新馬               |      | 芝1000m（良） | 9     | 8     | 8     | 01.5（1人）    | 5着  | :59.9 (36.6)         | -1.3 | 蛯名信広 | 53          | スイートサルナート     |
| 0000.10.15 | 東京   | 3歳未勝利             |      | ダ1400m（良） | 9     | 3     | 3     | 01.5（1人）    | 1着  | 1:26.6 (50.6)        | -0.8 | 横山典弘 | 52          | （マイネルゼフィール） |
| 0000.11.11 | 東京   | 赤松賞                | 4下  | ダ1400m（良） | 9     | 7     | 7     | 04.0（2人）    | 8着  | 1:28.4 (52.6)        | -2.4 | 横山典弘 | 53          | フェザーマイハット     |
| 1990.01.28 | 東京   | クイーンC             | GIII | 芝1600m（良） | 12    | 6     | 8     | 24.0（8人）    | 4着  | 1:35.8 (48.5)        | -0.6 | 横山典弘 | 53          | スイートミトゥーナ     |
| 0000.02.18 | 東京   | うぐいす賞            | 5下  | ダ1600m（重） | 13    | 4     | 4     | 02.6（1人）    | 1着  | 1:38.5 (51.0)        | -1.1 | 横山典弘 | 53          | （ライバメロディー）   |
| 0000.03.18 | 阪神   | 報知杯4歳牝馬特別     | GII  | 芝1400m（良） | 16    | 5     | 10    | 06.0（2人）    | 10着 | 1:25.3 (50.4)        | -1.4 | 横山典弘 | 54          | エイシンサニー         |
| 0000.04.08 | 阪神   | 忘れな草賞            | OP   | 芝2000m（良） | 16    | 2     | 3     | 10.4（3人）    | 4着  | 2:06.3 (52.0)        | -1.3 | 横山典弘 | 54          | トーワルビー           |
| 0000.04.29 | 東京   | サンスポ賞4歳牝馬特別 | GII  | 芝2000m（良） | 16    | 3     | 6     | 17.0（9人）    | 1着  | 2:01.5 (35.1)        | -0.0 | 横山典弘 | 54          | （ダイイチルビー）     |
| 0000.05.20 | 東京   | 優駿牝馬              | GI   | 芝2400m（良） | 20    | 5     | 11    | 08.5（4人）    | 6着  | 2:27.1 (37.3)        | -1.0 | 横山典弘 | 55          | エイシンサニー         |
| 0000.09.30 | 中山   | クイーンS             | GIII | 芝2000m（不） | 13    | 4     | 4     | 08.3（6人）    | 6着  | 2:08.2 (38.2)        | -0.6 | 横山典弘 | 55          | ウィナーズゴールド     |
| 0000.10.14 | 東京   | 牝馬東京タイムズ杯    | GIII | 芝1600m（良） | 18    | 5     | 9     | 07.7（4人）    | 9着  | 1:34.3 (35.7)        | -1.2 | 柴田善臣 | 53          | ヒカルダンサー         |
| 0000.11.11 | 京都   | エリザベス女王杯      | GI   | 芝2400m（良） | 18    | 8     | 18    | 13.6（8人）    | 1着  | 2:25.5 (46.4)        | -0.3 | 横山典弘 | 55          | トウショウアイ         |
| 0000.12.23 | 中山   | 有馬記念              | GI   | 芝2500m（良） | 16    | 5     | 9     | 41.5（10人）   | 13着 | 2:35.2 (35.5)        | -1.0 | 柴田善臣 | 53          | オグリキャップ         |
| 1991.01.20 | 中山   | AJCC                  | GII  | 芝2200m（良） | 10    | 5     | 5     | 15.2（7人）    | 10着 | 2:14.7 (35.7)        | -0.9 | 加藤和宏 | 54          | メジロモントレー       |
| 0000.02.17 | 東京   | 目黒記念              | GII  | 芝2500m（稍） | 13    | 5     | 6     | 07.7（4人）    | 11着 | 2:36.5 (37.1)        | -1.7 | 横山典弘 | 54          | カリブソング           |
| 0000.03.31 | 中山   | 日経賞                | GII  | 芝2500m（不） | 10    | 7     | 8     | 15.3（6人）    | 7着  | 2:42.0 (40.8)        | -3.2 | 横山典弘 | 56          | キリサンシー           |
| 0000.09.15 | 中山   | オールカマー          | GIII | 芝2200m（稍） | 14    | 3     | 3     | 26.8（8人）    | 7着  | 2:13.2 (35.8)        | -0.8 | 坂井千明 | 55          | ジョージモナーク       |
| 0000.10.20 | 東京   | 東京スポーツ杯        | OP   | 芝2400m（良） | 11    | 2     | 2     | 04.1（1人）    | 9着  | 2:26.8 (36.7)        | -1.1 | 横山典弘 | 54          | トウショウファルコ     |
| 0000.11.10 | 東京   | 富士S                 | OP   | 芝1800m（良） | 8     | 2     | 2     | 13.3（5人）    | 4着  | 1:48.0 (36.7)        | -0.6 | 東信二   | 55          | スタビライザー         |
| 0000.12.14 | 中山   | ターコイズS           | OP   | 芝2000m（良） | 9     | 2     | 2     | 07.0（4人）    | 1着  | 2:02.8 (34.3)        | -0.0 | 横山典弘 | 56          | （ダイカツジョンヌ）   |
| 1992.01.05 | 中山   | 金杯（東）            | GIII | 芝2000m（良） | 16    | 6     | 12    | 18.2（9人）    | 8着  | 2:00.7 (36.0)        | -1.1 | 東信二   | 56          | トウショウファルコ     |
| 0000.03.22 | 中京   | 中京記念              | GIII | 芝2000m（稍） | 13    | 6     | 8     | 24.2（10人）   | 12着 | 2:01.8 (37.2)        | -1.2 | 菊沢隆徳 | 55          | ムービースター         |

## 繁殖成績
|       | 生年   | 馬名               | 性    | 毛色   | 父                   | 馬主                   | 管理調教師                     | 戦績    | 主な勝利競走 | 供用 | 出典   |
| ----- | ------ | ------------------ | ----- | ------ | -------------------- | ---------------------- | ------------------------------ | ------- | ------------ | ---- | ------ |
| 初仔  | 1994年 | キョウエイステップ | 牝    | 鹿毛   | ダンスオブライフ     | 松岡正雄               | 美浦・稗田研二                 | 5戦0勝  |              |      | [ 9 ]  |
| 2番仔 | 1995年 | インターシュン     | 牡    | 栗毛   | ヘクタープロテクター | 松岡正雄               | 美浦・稗田研二                 | 12戦3勝 |              |      | [ 10 ] |
| 3番仔 | 1997年 | キョウエイシンガー | 牝    | 黒鹿毛 | サンデーサイレンス   | 松岡留枝               | 美浦・稗田研二                 | 2戦0勝  |              |      | [ 11 ] |
| 4番仔 | 1998年 | インターカスターノ | 牡    | 栗毛   | ティンバーカントリー | 畠山誠 →菊地國生       | 盛岡・櫻田勝男                 | 31戦6勝 |              |      | [ 12 ] |
| 5番仔 | 2002年 | インターウエーブ   | 牡→騸 | 栗毛   | クロコルージュ       | 松岡雅昭               | 栗東・野村彰彦                 | 10戦0勝 |              |      | [ 13 ] |
| 6番仔 | 2003年 | ドリームオペラオー | 牡    | 栃栗毛 | テイエムオペラオー   | 岡田牧雄               | 美浦・戸田博文                 | 2戦0勝  |              |      | [ 14 ] |
| 7番仔 | 2004年 | ビッグジャガー     | 牡    | 鹿毛   | アドマイヤベガ       | （有）ビッグ →田中由子 | 栗東・南井克巳                 | 7戦0勝  |              |      | [ 15 ] |
| 8番仔 | 2006年 | エスプリタップ     | 牝    | 鹿毛   | タニノギムレット     | 依田泰雄               | 川崎・武井榮一 →川崎・久保秀男 | 4戦0勝  |              |      | [ 16 ] |
| 9番仔 | 2008年 | キャッチザウェーブ | 牡    | 栗毛   | アグネスフライト     | 松岡雅昭               | 美浦・柴田政人                 | 2戦0勝  |              |      | [ 17 ] |

## 血統表
| キョウエイタップの血統                     | キョウエイタップの血統               | キョウエイタップの血統               | （血統表の出典）                     | （血統表の出典） |
| 父系                                       | フェアトライアル系（フェアウェイ系） | フェアトライアル系（フェアウェイ系） | フェアトライアル系（フェアウェイ系） | [ § 2 ]          |
| 父 *タップオンウッド Tap On Wood 1976 栗毛 | 父の父Sallust 1969 栗毛              | Pall Mall                            | Palestine                            | Palestine        |
| 父 *タップオンウッド Tap On Wood 1976 栗毛 | 父の父Sallust 1969 栗毛              | Pall Mall                            | Malapert                             |                  |
| 父 *タップオンウッド Tap On Wood 1976 栗毛 | 父の父Sallust 1969 栗毛              | Bandarilla                           | *マタドア                            | *マタドア        |
| 父 *タップオンウッド Tap On Wood 1976 栗毛 | 父の父Sallust 1969 栗毛              | Bandarilla                           | Interval                             |                  |
| 父 *タップオンウッド Tap On Wood 1976 栗毛 | 父の母Cat o'Mountaine 1967 栗毛      | Ragusa                               | Ribot                                | Ribot            |
| 父 *タップオンウッド Tap On Wood 1976 栗毛 | 父の母Cat o'Mountaine 1967 栗毛      | Ragusa                               | Fantan                               |                  |
| 父 *タップオンウッド Tap On Wood 1976 栗毛 | 父の母Cat o'Mountaine 1967 栗毛      | Marie Elizabeth                      | Mazarin                              | Mazarin          |
| 父 *タップオンウッド Tap On Wood 1976 栗毛 | 父の母Cat o'Mountaine 1967 栗毛      | Marie Elizabeth                      | Miss Honor                           |                  |
| 母 キョウエイレッド 1977 鹿毛              | 母の父*アラナス Aranas 1965 鹿毛     | Right Royal                          | Owen Tudor                           | Owen Tudor       |
| 母 キョウエイレッド 1977 鹿毛              | 母の父*アラナス Aranas 1965 鹿毛     | Right Royal                          | Bastia                               |                  |
| 母 キョウエイレッド 1977 鹿毛              | 母の父*アラナス Aranas 1965 鹿毛     | Arbencia                             | Arbar                                | Arbar            |
| 母 キョウエイレッド 1977 鹿毛              | 母の父*アラナス Aranas 1965 鹿毛     | Arbencia                             | Palencia                             |                  |
| 母 キョウエイレッド 1977 鹿毛              | 母の母ミスマンジュザン 1973 黒鹿毛   | *ヴェンチア                          | Relic                                | Relic            |
| 母 キョウエイレッド 1977 鹿毛              | 母の母ミスマンジュザン 1973 黒鹿毛   | *ヴェンチア                          | Rose o'Lynn                          |                  |
| 母 キョウエイレッド 1977 鹿毛              | 母の母ミスマンジュザン 1973 黒鹿毛   | *ミスハワイ                          | Bel Canto                            | Bel Canto        |
| 母 キョウエイレッド 1977 鹿毛              | 母の母ミスマンジュザン 1973 黒鹿毛   | *ミスハワイ                          | Alae F-No.11-c                       |                  |
| 母系(F-No.)                                | 11号族(FN:11-c)                      | 11号族(FN:11-c)                      | 11号族(FN:11-c)                      | [ § 3 ]          |
| 5代内の近親交配                            | 5代内アウトブリード                  | 5代内アウトブリード                  | 5代内アウトブリード                  | [ § 4 ]          |
| 出典                                       | 1. 2. 3. 4.                          | 1. 2. 3. 4.                          | 1. 2. 3. 4.                          | 1. 2. 3. 4.      |

- 主な近親活躍馬にゴールデンアワー（新潟大賞典）、チェレブリタ（京都牝馬ステークス）がいる[19]。